# À la façon du chien
À la façon du chien (The Way of the Dog) est un épisode de la série télévisée d'animation Les Simpson. Il s'agit du vingt-deuxième et dernier épisode de la trente-et-unième saison et du 684e de la série.

## Synopsis
Alors que Petit Papa Noël commence à montrer des signes d'anxiété et d’agressivité, les Simpson décident de l'emmener chez une psychologue animalier. Cependant, cette dernière refuse de l'examiner et, après avoir mordu Marge, le chien est menacé d'euthanasie. La psychologue va alors le sauver en l’emmenant dans son institut de thérapie comportementale pour chiens, où elle va découvrir le tragique passé de Petit Papa Noël. La famille va alors apprendre que l'ancien propriétaire du chien se cache derrière cet état psychologique...

## Réception
Lors de sa première diffusion, l'épisode a attiré 1,89 million de téléspectateurs.